# شهرستان سوروکینسکی
شهرستان سوروکینسکی (به لاتین: Sorokinsky District) یک شهرستان در روسیه است که در استان تیومن واقع شده‌است.